# Orlando Carlo de' Rossi
Orlando Carlo de' Rossi (Mantova, 1575 – 26 gennaio 1618) è stato un militare italiano.

## Biografia
Era figlio di Ferrante de' Rossi discendente dai conti di San Secondo (Troilo I de' Rossi era suo bisnonno) e di Polissena Gonzaga, figlia di Carlo Gonzaga di Bozzolo.
Nacque probabilmente a Mantova nella seconda metà del XVI secolo. Come il padre Ferrante fu al servizio dei Gonzaga e nel 1595 partecipò con il duca di Mantova Vincenzo I Gonzaga alla Lunga guerra contro i Turchi con il titolo di colonnello di cavalleria alla testa di 400 cavalieri.
Tornato a Mantova venne Nel 1608 venne nominato da Vincenzo I cavaliere dell'Ordine militare del Sangue di Gesù Cristo.
Orlando venne quindi inviato nei territori del marchesato del Monferrato sui cui territori i Gonzaga esercitavano la signoria essendosi estinta la dinastia dei Paleologi: nel 1610 divenne governatore di Casale, venne  quindi nominato  dal duca di Mantova marchese di Casorzo nel 1611  e infine nel 1613 Governatore del Monferrato
In qualità di governatore sovraintese alla fortificazione di Casale.

## Discendenza
Carlo sposò in prime nozze Ippolita Gonzaga, dei Gonzaga di Vescovato e in seconde nozze Giovanna Martelli. Ebbe quattro figli:
- Elisabetta
- Ferrante, militare al servizio della Repubblica di Venezia
- Agnese
- Arrigo, Tenente Generale  della capitale del Ducato di Mantova a servizio dei Gonzaga

## Ascendenza
|                                                         |                                                             |                                                              | Genitori                                                 |  |  | Nonni |  |  | Bisnonni                                      |  |  | Trisnonni                                  |  |
|                                                         |                                                             |                                                              |                                                          |  |  |       |  |  | Troilo I de' Rossi, I marchese di San Secondo |  |  | Giovanni de' Rossi, V conte di San Secondo |  |
|                                                         |                                                             |                                                              |                                                          |  |  |       |  |  | Troilo I de' Rossi, I marchese di San Secondo |  |  | Giovanni de' Rossi, V conte di San Secondo |  |
|                                                         |                                                             | Angela Scotti Douglas                                        |                                                          |  |  |       |  |  | Troilo I de' Rossi, I marchese di San Secondo |  |  |                                            |  |
| Giulio Cesare de' Rossi                                 |                                                             |                                                              |                                                          |  |  |       |  |  | Troilo I de' Rossi, I marchese di San Secondo |  |  |                                            |  |
|                                                         |                                                             | Bianca Riario                                                | Girolamo Riario, signore di Imola e Forlì                |  |  |       |  |  |                                               |  |  |                                            |  |
|                                                         |                                                             | Bianca Riario                                                | Girolamo Riario, signore di Imola e Forlì                |  |  |       |  |  |                                               |  |  |                                            |  |
|                                                         |                                                             | Bianca Riario                                                | Caterina Sforza                                          |  |  |       |  |  |                                               |  |  |                                            |  |
| Ferrante de' Rossi                                      |                                                             | Bianca Riario                                                |                                                          |  |  |       |  |  |                                               |  |  |                                            |  |
|                                                         |                                                             | Roberto Ambrogio Sanseverino d'Aragona, III conte di Caiazzo | Gianfrancesco Sanseverino d'Aragona, II conte di Caiazzo |  |  |       |  |  |                                               |  |  |                                            |  |
|                                                         |                                                             | Roberto Ambrogio Sanseverino d'Aragona, III conte di Caiazzo | Gianfrancesco Sanseverino d'Aragona, II conte di Caiazzo |  |  |       |  |  |                                               |  |  |                                            |  |
|                                                         |                                                             | Roberto Ambrogio Sanseverino d'Aragona, III conte di Caiazzo | Barbara Gonzaga di Sabbioneta                            |  |  |       |  |  |                                               |  |  |                                            |  |
| Maddalena Sanseverino d'Aragona, IV contessa di Caiazzo |                                                             | Roberto Ambrogio Sanseverino d'Aragona, III conte di Caiazzo |                                                          |  |  |       |  |  |                                               |  |  |                                            |  |
|                                                         |                                                             | Ippolita Cybo                                                | Franceschetto Cybo, I conte di Ferentillo                |  |  |       |  |  |                                               |  |  |                                            |  |
|                                                         |                                                             | Ippolita Cybo                                                | Franceschetto Cybo, I conte di Ferentillo                |  |  |       |  |  |                                               |  |  |                                            |  |
|                                                         |                                                             | Ippolita Cybo                                                | Maddalena de' Medici                                     |  |  |       |  |  |                                               |  |  |                                            |  |
| Orlando Carlo de' Rossi                                 |                                                             | Ippolita Cybo                                                |                                                          |  |  |       |  |  |                                               |  |  |                                            |  |
|                                                         | Pirro Gonzaga, signore di Bozzolo e San Martino dall'Argine | Gianfrancesco Gonzaga, I conte di Sabbioneta e Rodigo        |                                                          |  |  |       |  |  |                                               |  |  |                                            |  |
|                                                         | Pirro Gonzaga, signore di Bozzolo e San Martino dall'Argine | Gianfrancesco Gonzaga, I conte di Sabbioneta e Rodigo        |                                                          |  |  |       |  |  |                                               |  |  |                                            |  |
|                                                         | Pirro Gonzaga, signore di Bozzolo e San Martino dall'Argine | Antonia del Balzo                                            |                                                          |  |  |       |  |  |                                               |  |  |                                            |  |
| Carlo Gonzaga, co-signore di San Martino dall'Argine    | Pirro Gonzaga, signore di Bozzolo e San Martino dall'Argine |                                                              |                                                          |  |  |       |  |  |                                               |  |  |                                            |  |
|                                                         |                                                             | Camilla Bentivoglio                                          | Annibale II Bentivoglio, VI signore di Bologna           |  |  |       |  |  |                                               |  |  |                                            |  |
|                                                         |                                                             | Camilla Bentivoglio                                          | Annibale II Bentivoglio, VI signore di Bologna           |  |  |       |  |  |                                               |  |  |                                            |  |
|                                                         |                                                             | Camilla Bentivoglio                                          | Lucrezia d'Este                                          |  |  |       |  |  |                                               |  |  |                                            |  |
| Polissena Gonzaga                                       |                                                             | Camilla Bentivoglio                                          |                                                          |  |  |       |  |  |                                               |  |  |                                            |  |
|                                                         |                                                             | Federico II Gonzaga, I duca di Mantova                       | Francesco II Gonzaga, IV marchese di Mantova             |  |  |       |  |  |                                               |  |  |                                            |  |
|                                                         |                                                             | Federico II Gonzaga, I duca di Mantova                       | Francesco II Gonzaga, IV marchese di Mantova             |  |  |       |  |  |                                               |  |  |                                            |  |
|                                                         |                                                             | Federico II Gonzaga, I duca di Mantova                       | Isabella d'Este                                          |  |  |       |  |  |                                               |  |  |                                            |  |
| Emilia Cauzzi Gonzaga                                   |                                                             | Federico II Gonzaga, I duca di Mantova                       |                                                          |  |  |       |  |  |                                               |  |  |                                            |  |
|                                                         |                                                             | Isabella Boschetti                                           | Giacomo Boschetti, conte di San Cesario                  |  |  |       |  |  |                                               |  |  |                                            |  |
|                                                         |                                                             | Isabella Boschetti                                           | Giacomo Boschetti, conte di San Cesario                  |  |  |       |  |  |                                               |  |  |                                            |  |
|                                                         |                                                             | Isabella Boschetti                                           | Polissena Castiglioni                                    |  |  |       |  |  |                                               |  |  |                                            |  |
|                                                         |                                                             | Isabella Boschetti                                           |                                                          |  |  |       |  |  |                                               |  |  |                                            |  |